# NGC 2302
NGC 2302 في الفهرس العام الجديد، هو عنقود نجمي، يقع في كوكبة وحيد القرن. اكتشف في 4 مارس 1785 . بواسطة ويليام هيرشل .

## روابط خارجية
- NGC 2302 على موقع ويكي سكاي: DSS2, SDSS, GALEX, IRAS, Hydrogen α, X-Ray, Astrophoto, Sky Map, Articles and images